# Wyspy Świętego Tomasza i Książęca na Letnich Igrzyskach Olimpijskich 1996
Wyspy Świętego Tomasza i Książęca na XXVI Letnich Igrzyskach Olimpijskich w Atlancie reprezentowało dwóch sportowców (1 mężczyzna, 1 kobieta) w jednej dyscyplinie.
Był to pierwszy start Wysp Świętego Tomasza i Książęca na letnich igrzyskach olimpijskich.

## Reprezentanci

### Lekkoatletyka
- Bieg na 100 m kobiet: Sortelina Pires - odpadła w eliminacjach
  - eliminacje: 13,31 s (53. czas)
- Bieg na 100 m mężczyzn: Odair Baia - odpadł w eliminacjach
  - eliminacje: 11,05 s (95. czas)